# Andrzej Uthke
Andrzej Juliusz Uthke (ur. 7 lutego 1894 w Sosnowcu, zm. 16 października 1989) – pułkownik dyplomowany artylerii Wojska Polskiego, kawaler Orderu Virtuti Militari.

## Życiorys
Andrzej Juliusz Uthke urodził się 7 lutego 1894 roku w Sosnowcu, w rodzinie profesora gimnazjum Cezarego Ludwika Uthke i Marii z Nadratowskich. W 1911 roku ukończył Gimnazjum Realne w Warszawie przy ulicy Złotej 51 i podjął studia w Szkole Głównej Gospodarstwa Wiejskiego.
1 grudnia 1914 roku został wcielony do armii rosyjskiej i skierowany do Konstantynowskiej Szkoły Artylerii w Petersburgu, w której uczył się do 15 lipca 1915 roku (podchorąży, chorąży). Po ukończeniu szkolenia, został wcielony do zapasowego dywizjonu artylerii na tzw. froncie zachodnim, a następnie do 78 Brygady Artylerii. Awansowany na podporucznika i porucznika.
W listopadzie 1917 roku wstąpił do formującego się II Korpusu Polskiego. Od 1 listopada 1917 roku do 12 maja 1918 roku pełnił służbę w 4 Brygadzie Artylerii. 12 maja 1918 roku, po bitwie pod Kaniowem, został wzięty do niewoli, lecz zdołał zbiec.
Trafił do Ośrodka Wyszkolenia Artylerii w Rembertowie, gdzie kontynuował naukę do 7 stycznia 1919 roku. Od 7 stycznia 1919 roku do 15 października 1921 roku służył w 9 pułku artylerii polowej w Garwolinie, który 16 marca 1919 roku został przemianowany na 3 pułk artylerii polowej Legionów. Dowodził 3 baterią, która potem zmieniła nazwę na 7 baterię. Od lutego 1919 roku wraz ze swoją baterią walczył na froncie litewsko-białoruskim. Brał udział m.in. w walkach o Wilno (w rejonie Zielonego Mostu), Niemierz, Hrubieszów i Brzostowice. 1 października 1920 roku otrzymał awans na kapitana i został dowódcą dywizjonu. Od 15 października 1921 roku do 1 września 1922 roku dowodził dywizjonem w 13 pułku artylerii polowej w Równem. Następnie do 15 stycznia 1923 roku dowodził dywizjonem w 23 pułku artylerii polowej w Katowicach i Będzinie oraz do 1 sierpnia 1924 roku – dywizjonem w 27 pułku artylerii polowej we Włodzimierzu Wołyńskim.
31 marca 1924 roku awansował na majora ze starszeństwem z dniem 1 lipca 1923 roku i 51. lokatą w korpusie oficerów artylerii. Pełnił wówczas obowiązki kwatermistrza w 27 pap. Z dniem 15 października tego roku został przydzielony do Departamentu III Ministerstwa Spraw Wojskowych na stanowisko referenta Wydziału Artylerii.
Z dniem 2 listopada 1926 roku, po odbyciu stażu liniowego, przydzielony został do Wyższej Szkoły Wojennej w Warszawie, w charakterze słuchacza Kursu Normalnego. Z dniem 31 października 1928 roku, po ukończeniu kursu i uzyskaniu dyplomu naukowego oficera sztabu Generalnego został przeniesiony do Centrum Wyszkolenia Artylerii w Toruniu na stanowisko dyrektora nauk Szkoły Strzelania Artylerii. Pełnił tę funkcję do 31 marca 1932 roku. 24 grudnia 1929 roku awansował do stopnia podpułkownika ze starszeństwem z dniem 1 stycznia 1930 roku i 22. lokatą w korpusie oficerów artylerii. W tym okresie uczestniczył w kursach dla wyższych dowódców w Paryżu i Tallinnie.
Od 1 kwietnia 1932 roku do 12 listopada 1935 roku był zastępcą dowódcy 20 pułku artylerii lekkiej w Baranowiczach. 13 listopada 1935 roku został dowódcą 27 pułku artylerii lekkiej we Włodzimierzu Wołyńskim. 19 marca 1938 roku został awansowany na pułkownika i skierowany na kurs wyższych dowódców artylerii w Centrum Wyszkolenia Artylerii. 14 sierpnia 1939 roku został mianowany dowódcą artylerii dywizyjnej 27 Dywizji Piechoty. Na tym stanowisku wziął udział w kampanii wrześniowej. 22 września 1939 roku, po przegranej bitwie nad Bzurą, został pojmany w lasach Puszczy Kampinoskiej, w okolicach leśniczówki „Zamość” i wzięty do niewoli niemieckiej. Przerzucano go do kolejnych obozów jenieckich, m.in. Oflagu II B Arnswalde. Tam od października 1940 roku działał w obozowej komisji kulturalno-oświatowej. Następnie został przeniesiony Oflagu II D Gross Born.
Do Polski powrócił 13 lutego 1946 roku, ale już nie wrócił do armii. W latach 1946–1948 pełnił funkcję dyrektora administracyjno-handlowego w Myszkowskiej Fabryce Papieru. 1 grudnia 1946 roku został aresztowany, a następnie osadzony w więzieniu w Katowicach, gdzie przebywał do 1949 roku. Po odzyskaniu wolności imał się różnych prac fizycznych, aż w końcu w 1952 roku został pracownikiem technicznym Warszawskiego Przedsiębiorstwa Budownictwa Miejskiego. Od 1960 roku aż do przejścia na emeryturę w październiku 1967 roku, pracował w Spółdzielni Mieszkaniowej „Mokotów”.
Zmarł 16 października 1989 roku. Został pochowany na Cmentarzu Parafialnym w Błoniu.

## Ordery i odznaczenia
- Krzyż Złoty Orderu Wojennego Virtuti Militari (1972)
- Krzyż Srebrny Orderu Wojskowego Virtuti Militari nr 273 (1921)[7][1]
- Krzyż Walecznych (1920)
- Złoty Krzyż Zasługi (19 marca 1937)[8]
- Medal Niepodległości (3 maja 1932)[9]
- Medal Pamiątkowy za Wojnę 1918–1921
- Medal Dziesięciolecia Odzyskanej Niepodległości (1928)
- Medal „Za udział w wojnie obronnej 1939” (1983)
- Srebrny Medal za Długoletnią Służbę (1938)
- Brązowy Medal za Długoletnią Służbę (1938)
- Odznaka Pamiątkowa Wyższej Szkoły Wojennej[4]
- Odznaka Pamiątkowa 27 Pułku Artylerii Lekkiej[4]
- Odznaka Pamiątkowa 3 Pułku Artylerii Lekkiej Legionów[4]
- Medal 10 Rocznicy Wojny Niepodległościowej (Łotwa, 1930)
- Medal Zwycięstwa (Médaille Interalliée) (1925)